# Acmanthera
Acmanthera, rod južnoamričkog bilja iz porodice malpigijevki rasprostranjenog po sjevernom i sjeveroistočnom Brazilu. Postoji sedam priznatih vrsta drveća, grmova i polugrmova koja rastu poglavito u periodično poplavljenim šumama Amazone.

## Vrste
1. Acmanthera cowanii W.R. Anderson
2. Acmanthera duckei W.R. Anderson
3. Acmanthera fernandesii W.R. Anderson
4. Acmanthera latifolia (A. Juss.) Griseb.
5. Acmanthera longifolia Nied.
6. Acmanthera minima W.R. Anderson
7. Acmanthera parviflora W.R. Anderson